# Euphaedra (Xypetana) maxima
Euphaedra (Xypetana) maxima es una especie de  Lepidoptera, de la familia Nymphalidae,  subfamilia Limenitidinae, tribu Adoliadini, pertenece al género Euphaedra, subgénero (Xypetana).

## Localización
Esta especie de Lepidoptera se encuentra localizada en Zaire y Camerún (África). 